# Салинела-Алоизи (Вибо Валенција)
Салинела-Алоизи је насеље у Италији у округу Вибо Валенција, региону Калабрија.
Према процени из 2011. у насељу је живело 161 становника. Насеље се налази на надморској висини од 643 м.